# Milas-hydroxylering
De Milas-hydroxylering is een organische reactie waarbij een alkeen wordt omgezet in een vicinaal diol:
De reactie werd in de jaren '30 van de 20e eeuw ontwikkeld door Nicholas A. Milas en diens medewerkers.
De Milas-hydroxylering maakt gebruik van osmium(VIII)oxide als oxidator, maar omdat dit een dure en zeer toxische stof is, wordt slechts een zeer kleine (katalytische) hoeveelheid toegevoegd. Het gereduceerde osmium wordt vervolgens opnieuw geoxideerd door waterstofperoxide in tert-butanol. Er kan ook gebruikgemaakt worden van katalytische hoeveelheden vanadium(V)oxide of chroom(VI)oxide.